# Eva García Pastor
Eva García Pastor, née le 27 septembre 1976 est une femme politique andorrane. Elle est membre du Parti libéral d'Andorre. Elle est élue pour la première fois au conseil général en 2005 jusqu'en 2009.